# Start-1
Start-1 är en rysk raket baserad på den mobila interkontinentala ballistiska roboten, RT-2PM Topol.
Raketen fick sitt namn efter START I. Ett nedrustnings avtal mellan USA och Sovjetunionen/Ryssland. Som ledde till att det fanns ett överskott av RT-2PM Topol ballistiska robotar.
Raketen består av fyra steg, alla drivna av fast bränsle.
En raket av denna typen användes för att skjuta upp den svenska satelliten Odin.

## Uppskjutningar
| Datum            | Utförande  | Nyttolast                |
| ---------------- | ---------- | ------------------------ |
| 25 mars 1993     | Lyckad     | EKA-1                    |
| 28 mars 1995     | Misslyckad | Gurwin, UNAMSAT A, EKA-2 |
| 4 mars 1997      | Lyckad     | Zeya                     |
| 24 december 1997 | Lyckad     | Early Bird 1             |
| 5 december 2000  | Lyckad     | EROS A                   |
| 20 februari 2001 | Lyckad     | Odin                     |
| 25 april 2006    | Lyckad     | EROS B                   |